# Chabazite-Na
La chabazite-Na est  une espèce minérale du groupe des silicates sous-groupe des tectosilicates de la famille des zéolites, agréées par l'I.M.A. elle est le pôle sodique de la série des chabazites qui comprend : la Chabazite-Ca, Chabazite-K, Chabazite-Na, Chabazite-Sr. 

## Inventeur et étymologie
Décrite en 1792 par Louis-Augustin Bosc d'Antic sous le nom de "chabasie", du grec chabazios, pierre mal définie. Le terme a été déformé par la suite en chabazite.

## Topotype
Rupe di Aci Castello, Aci Castello, Etna, Province de Catane, Sicile

## Cristallographie
- Paramètres de la maille conventionnelle : {\displaystyle a} = 13,78 Å,  *{\displaystyle c} = 14,97 Å ; Z = 3 ; V = 2 461,79 Å3
- Densité calculée = 2,12 g cm−3

## Synonymes
- gmélinite : confusion initiale entre les deux espèces (gmélinite et chabazite-Na) au  XIXe siècle[3]
- herschélite (A. Levy) : décrite par le minéralogiste français Armand Lévy et dédiée à l'astronome John Herschel (1792-1871)[4]
- hydrolite (de Drée) [5]

## Gîtologie
- Dans les cavités des roches volcaniques (basaltes, andésites, les fentes de schistes cristallins et les calcaires métamorphiques, avec d'autres zéolites)
- Dans des tufs volcaniques où elle est le résultat de l'altération des feldspaths plagioclases.

## Gisements remarquables
- Canada

Demix-Varennes quarry, Saint-Amable sill, Varennes et St-Amable, Lajemmerais RCM, Montérégie, Québec
- France

Mont Semiol, Châtelneuf, Saint-Georges-en-Couzan, Loire, Rhône-Alpes
Piton des neiges, île de la Réunion
- États-Unis

Oregon, en Arizona et au New Jersey
- Italie

Col di Lares, Pozza di Fassa,Val di San Nicolo, Val di Fassa, Trento, Trentino-Alto Adige
Tufo Ercolano, Ercolano, Naples
Rupe di Aci Castello, Aci Castello, Etna, Province de Catane, Sicile
- Russie

Suoluaiv, Massif du Lovozero, Péninsule de Kola

## Critères de détermination
- Attaquée par l'acide chlorhydrique, cependant, sa dureté plus grande la distingue de la calcite.